# Peperomia amnicola
Peperomia amnicola är en pepparväxtart som beskrevs av William Trelease. Peperomia amnicola ingår i släktet peperomior, och familjen pepparväxter. Inga underarter finns listade i Catalogue of Life.